# Wohn- und Wirtschaftsgebäude Greven Worth 8
Das Wohn- und Wirtschaftsgebäude Greven Worth 8, als Heimathaus Greven Worth im Kernort der niedersächsischen Gemeinde Selsingen, wurde am Anfang des 18. Jahrhunderts gebaut. Aktuell (2025) wird es als Heimathaus  genutzt.
Das Gebäude steht unter Denkmalschutz (siehe auch Liste der Baudenkmale in Selsingen).

## Geschichte und Beschreibung
Selsingen wurde 1219 erstmals urkundlich erwähnt und gehört zur Samtgemeinde Selsingen im heutigen Landkreis Rotenburg (Wümme).
Das weit zurückversetzte eingeschossige giebelständige Wohn- und Wirtschaftsgebäude als Zweiständer-Hallenhaus, in gleichmäßigem Gitterfachwerk mit Steinausfachungen, reetgedecktem Krüppelwalmdach mit weit überstehendem Walm, Uhlenloch und der Grooten Door mit Rundbogen wurde 1701 (Inschrift) gebaut. Das Innengerüst blieb weitgehend erhalten und die Traufseiten wurden nachträglich erhöht. Das Haus wird umgeben von einem Wald mit altem Baumbestand.
Das Landesdenkmalamt befand u. a.: „… eines der älteren Hallenhäuser des Landkreises ….“

## Heimathaus Greven Worth
Zum Heimathaus gehört das originalgetreu eingerichtete Bauernhaus, ein Backhaus von 1896, ein Schafstall von 1847, eine Wagenremise, ein weiteres Nebengebäude von 1790 in Fachwerk sowie ein Bienenstand. Im Bauernhaus werden die originalgetreu eingerichteten Wohnräume und Stallungen mit zahlreichen landwirtschaftlichen Geräten gezeigt und im Dachgeschoss eine umfassende Ausstellung von Werkzeugen und Materialien alter Handwerksberufe. Das Haus kann auf Anfrage besichtigt werden. Der Heimatverein Selsingen betreut die Anlage. Im Heimathaus können auch standesamtliche Trauungen stattfinden.